# لیگ عدالت: پارادوکس فلش‌پوینت
لیگ عدالت: پارادوکس فلش‌پوینت (انگلیسی: Justice League: The Flashpoint Paradox) یک فیلم پویانمایی در سبک ابرقهرمانی است که در سال ۲۰۱۳ منتشر شد.

## داستان
در یکی از مبارزات فلش و ایوبارد ثاون ، انقلاب ای در زمان به وجود می آید که به کل تمام تاریخ را به دور خود می چرخاند . ایوبارد ثاون برای اینکه فلش را به دام بیندازد با جنایتکاران ای نصیب کاپیتان کلد ، کاپیتان بومرنگ ، و ... همدست می شود . وقتی که لیگ عدالت وارد مبارزه می شوند ، به دلیل مبارزه ی پر سرعت فلش و ایوبارد ثاون ، زمان دچار تغییراتی می شود . جهان وارد زمان ای می شود که مادر فلش زنده است ، بتمن هویت توماس وین را دارد ، لکس لوتر و دث‌استروک دزد منابع طبیعی هستند ، واندر وومن و آکوامن جنگ ای به وسعت جنگ جهانی سوم را راه می اندازند ، و کاپیتان اتم منبع انرژی بمب های اتمی و غیر طبیعی و شیمیایی است . در این میان مشکلات دیگری وجود دارد که به کمک لوئیس لین حل می شود . پس از اینکه توماس وین ، فلش ، سایبورگ ، و ... با کمک یکدیگر زمان را به حالت عادی بر می گردانند ، دنیا به حالت عادی برگردانند .

## بازیگران
- جاستین چیمبرز
- کوین مک‌کید
- مایکل بی.جردن
- سی توماس هوول
- ران پرلمن
- دانا دلانی
- کری الویس
- دنی هوستون
- دی بردلی بیکر
- گری دلیسل
- جنیفر هیل
- کوین کانروی
- ناتان فیلیون